# Nindy Ayunda
Anindia Yandirest Ayunda, más conocida como Nindy Ayunda (Padang, West Sumatra, Indonesia, 10 de enero de 1989), es una cantante indonesia. Ella se graduó en el SMA Labschool Yakarta.

## Vida personal
El 26 de septiembre de 2012, Nindy fue nominada como la niña de "Abhirama Danendra Harsono". Está casada desde 2011 con Asakara Parasady Harsono y tienen dos hijos un niño llamado Abhirama Danendra Harsono que nació el 26 de septiembre de 2012 y una niña llamada Akifa Harsono.

## Carrera
Nindy fue elegida como la primera ganadora del evento musical llamado "Sumatra Occidental". Su talento se hizo cuando le pidieron que cantara en la Oficina de la Embajada de Malasia. Además, Nindy también ganó en un concurso de dúo con Audy Item, bajo auspicio de uno de los productos de belleza y más adelante interpretó un tema musical titulado "Untuk Sahabat" para el álbum 23-03. En 2007, Nindy se introdujo dos veces en los estudios de grabación. Además de interpretar la canción titulada "Matahari" para el álbum titulado "Ost. Badai Pasti Berlalu". Nindy también formó parte de un grupo vocal llamado "Bragi" en la que interpretó un tema musical titulado "Tidur Malam Ini", su más reciente álbum titulado, The Best of Bragi. En 2007 Nindy, inicia el reto para lanzar su primer álbum en solitario. Lanzó su álbum debut en solitario el 20 de octubre de 2008, titulado T"ak Pernah Kubayangkan". Aunque nunca se imaginó, antes de que Nindy eventualmente podría sumergirse en el mundo de la música y entrar a los estudios de grabación. Su victoria en el concurso de "Olay Duet" con Audy en 2006, también le abrió un total de inspiración para sumergirse en el mundo del entretenimiento.

## Discografía

### Álbum de estudio
- Tak Pernah Kubayangkan (2008)

### Singles
- 23-03 single "Untuk Sahabat" (2006)
- Ost. Badai Pasti Berlalu single "Matahari" (2007)
- The Best of Bragi duet "Tidur Malam Ini" (2007)
- "Ost. Seleb Kota Jogja (SKJ)" duet with Human Band "Jangan Lama-Lama" (2010)
- "Setulus Hati" with Lala Karmela and Terry
- "Cinta Cuma Satu"

## Filmografía
- Seleb Kota Jogja (SKJ) (2010)
- Pengantin Cinta (2010)

## Logros
- Olay of Ulan